# (7631) Vokrouhlický
7631 Vokrouhlicky (1981 WH) – planetoida z grupy pasa głównego asteroid okrążająca Słońce w ciągu 3,65 lat w średniej odległości 2,37 j.a. Odkryta 20 listopada 1981 roku.